# Lista amerykańskich senatorów ze stanu Montana
Lista amerykańskich senatorów ze stanu Montana – senatorzy wybrani ze stanu Montana.
Stan Montana został włączony do Unii 8 listopada 1889 roku. Posiada prawo do mandatów senatorskich 1. i 2. klasy. Do 8 kwietnia 1913 roku (ratyfikowania 17. poprawki do Konstytucji) senatorowie byli wybierani przez stanowy parlament. Od tego czasu wybierani są w wyborach powszechnych.

## 1. klasa
| Lp.   | Imię i nazwisko   | Imię i nazwisko | Od               | Do               | Partia               | Kadencja                                           | Uwagi |
| ----- | ----------------- | --------------- | ---------------- | ---------------- | -------------------- | -------------------------------------------------- | --- |
| 1     | Wilbur F. Sanders |                 | 1 stycznia 1890  | 4 marca 1893     | Partia Republikańska | 1                                                  | Wybrany w 1890 |
| Wakat | Wakat             | Wakat           | 4 marca 1893     | 16 stycznia 1895 |                      | 2                                                  | Parlament nie zdołał wybrać senatora                                                                                    |
| 2     | Lee Mantle        |                 | 16 stycznia 1895 | 4 marca 1899     | Partia Republikańska | 2                                                  | Wybrany z opóźnieniem w 1895 Przegrał wybory w 1899                                                                     |
| 3     | William A. Clark  |                 | 4 marca 1899     | 15 maja 1900     | Partia Demokratyczna | 3                                                  | Wybrany w 1899 Zrezygnował w trakcie trwania kadencji w 1900                                                            |
| Wakat | Wakat             | Wakat           | 15 maja 1900     | 7 marca 1901     |                      | 3                                                  | |
| 4     | Paris Gibson      |                 | 7 marca 1901     | 4 marca 1905     | Partia Demokratyczna | 3                                                  | Wybrany do dokończenia kadencji w wyborach specjalnych w 1901 Nie starał się o wybór na pełną, 6-letnią kadencję w 1905 |
| 5     | Thomas H. Carter  |                 | 4 marca 1905     | 4 marca 1911     | Partia Republikańska | 4                                                  | Wybrany w 1905 Nie starał się o reelekcję w 1911                                                                        |
| 6     | Henry L. Myers    |                 | 4 marca 1911     | 4 marca 1923     | Partia Demokratyczna | 5                                                  | Wybrany w 1911 |
| 6     | Henry L. Myers    | 6               | 4 marca 1911     | 4 marca 1923     | Partia Demokratyczna | Reelekcja w 1916 Nie starał się o reelekcję w 1922 | |
| 7     | Burton K. Wheeler |                 | 4 marca 1923     | 3 stycznia 1947  | Partia Demokratyczna | 7                                                  | Wybrany w 1922 |
| 7     | Burton K. Wheeler | 8               | 4 marca 1923     | 3 stycznia 1947  | Partia Demokratyczna | Reelekcja w 1928                                   | |
| 7     | Burton K. Wheeler | 9               | 4 marca 1923     | 3 stycznia 1947  | Partia Demokratyczna | Reelekcja w 1934                                   | |
| 7     | Burton K. Wheeler | 10              | 4 marca 1923     | 3 stycznia 1947  | Partia Demokratyczna | Reelekcja w 1940 Przegrał prawybory w 1946         | |
| 8     | Zales Ecton       |                 | 3 stycznia 1947  | 3 stycznia 1953  | Partia Republikańska | 11                                                 | Wybrany w 1946 Przegrał wybory w 1952                                                                                   |
| 9     | Mike Mansfield    |                 | 3 stycznia 1953  | 3 stycznia 1977  | Partia Demokratyczna | 12                                                 | Wybrany w 1952 |
| 9     | Mike Mansfield    | 13              | 3 stycznia 1953  | 3 stycznia 1977  | Partia Demokratyczna | Reelekcja w 1958                                   | |
| 9     | Mike Mansfield    | 14              | 3 stycznia 1953  | 3 stycznia 1977  | Partia Demokratyczna | Reelekcja w 1964                                   | |
| 9     | Mike Mansfield    | 15              | 3 stycznia 1953  | 3 stycznia 1977  | Partia Demokratyczna | Reelekcja w 1970 Nie starał się o reelekcję w 1976 | |
| 10    | John Melcher      |                 | 3 stycznia 1977  | 3 stycznia 1989  | Partia Demokratyczna | 16                                                 | Wybrany w 1976 |
| 10    | John Melcher      | 17              | 3 stycznia 1977  | 3 stycznia 1989  | Partia Demokratyczna | Reelekcja w 1982 Przegrał wybory w 1988            | |
| 11    | Conrad Burns      |                 | 3 stycznia 1989  | 3 stycznia 2007  | Partia Republikańska | 18                                                 | Wybrany w 1988 |
| 11    | Conrad Burns      | 19              | 3 stycznia 1989  | 3 stycznia 2007  | Partia Republikańska | Reelekcja w 1994                                   | |
| 11    | Conrad Burns      | 20              | 3 stycznia 1989  | 3 stycznia 2007  | Partia Republikańska | Reelekcja w 2000 Przegrał wybory w 2006            | |
| 12    | Jon Tester        |                 | 3 stycznia 2007  | nadal            | Partia Demokratyczna | 21                                                 | Wybrany w 2006 |
| 12    | Jon Tester        | 22              | 3 stycznia 2007  | nadal            | Partia Demokratyczna | Reelekcja w 2012                                   | |
| 12    | Jon Tester        | 23              | 3 stycznia 2007  | nadal            | Partia Demokratyczna | Reelekcja w 2018                                   | |

## 2. klasa
| Lp.   | Imię i nazwisko  | Imię i nazwisko | Od               | Do               | Partia               | Kadencja                                                                                           | Uwagi |
| ----- | ---------------- | --------------- | ---------------- | ---------------- | -------------------- | -------------------------------------------------------------------------------------------------- | --- |
| 1     | Thomas C. Power  |                 | 2 stycznia 1890  | 4 marca 1895     | Partia Republikańska | 1                                                                                                  | Wybrany w 1890 Nie starał się o reelekcję w 1895 |
| 2     | Thomas H. Carter |                 | 4 marca 1895     | 4 marca 1901     | Partia Republikańska | 2                                                                                                  | Wybrany w 1895 Przegrał wybory w 1901 |
| 3     | William A. Clark |                 | 4 marca 1901     | 4 marca 1907     | Partia Demokratyczna | 3                                                                                                  | Wybrany w 1901 Nie starał się o reelekcję w 1907 |
| 4     | Joseph M. Dixon  |                 | 4 marca 1907     | 4 marca 1913     | Partia Republikańska | 4                                                                                                  | Wybrany w 1907 Przegrał wybory w 1913 |
| 5     | Thomas J. Walsh  |                 | 4 marca 1913     | 2 marca 1933     | Partia Demokratyczna | 5                                                                                                  | Wybrany w 1913 |
| 5     | Thomas J. Walsh  | 6               | 4 marca 1913     | 2 marca 1933     | Partia Demokratyczna | Reelekcja w 1918                                                                                   | |
| 5     | Thomas J. Walsh  | 7               | 4 marca 1913     | 2 marca 1933     | Partia Demokratyczna | Reelekcja w 1924                                                                                   | |
| 5     | Thomas J. Walsh  | 8               | 4 marca 1913     | 2 marca 1933     | Partia Demokratyczna | Reelekcja w 1930 Zmarł w trakcie sprawowania urzędu w 1933                                         | |
| Wakat | Wakat            | Wakat           | 2 marca 1933     | 13 marca 1933    |                      | 8                                                                                                  | |
| 6     | John E. Erickson |                 | 13 marca 1933    | 6 listopada 1934 | Partia Demokratyczna | 8                                                                                                  | Mianowany do kontynuowania kadencji w 1933 Przegrał prawybory przed wyborami specjalnymi w 1934                                                     |
| 7     | James E. Murray  |                 | 7 listopada 1934 | 3 stycznia 1961  | Partia Demokratyczna | 8                                                                                                  | Wybrany do dokończenia kadencji w wyborach specjalnych w 1934                                                                                       |
| 7     | James E. Murray  | 9               | 7 listopada 1934 | 3 stycznia 1961  | Partia Demokratyczna | Wybrany na pełną, 6-letnią kadencję w 1936                                                         | |
| 7     | James E. Murray  | 10              | 7 listopada 1934 | 3 stycznia 1961  | Partia Demokratyczna | Reelekcja w 1942                                                                                   | |
| 7     | James E. Murray  | 11              | 7 listopada 1934 | 3 stycznia 1961  | Partia Demokratyczna | Reelekcja w 1948                                                                                   | |
| 7     | James E. Murray  | 12              | 7 listopada 1934 | 3 stycznia 1961  | Partia Demokratyczna | Reelekcja w 1954 Nie starał się o reelekcję w 1960                                                 | |
| 8     | Lee Metcalf      |                 | 3 stycznia 1961  | 12 stycznia 1978 | Partia Demokratyczna | 13                                                                                                 | Wybrany w 1960 |
| 8     | Lee Metcalf      | 14              | 3 stycznia 1961  | 12 stycznia 1978 | Partia Demokratyczna | Reelekcja w 1966                                                                                   | |
| 8     | Lee Metcalf      | 15              | 3 stycznia 1961  | 12 stycznia 1978 | Partia Demokratyczna | Reelekcja w 1972 Zmarł w trakcie sprawowania urzędu w 1978                                         | |
| Wakat | Wakat            | Wakat           | 12 stycznia 1978 | 22 stycznia 1978 |                      | 15                                                                                                 | |
| 9     | Paul G. Hatfield |                 | 22 stycznia 1978 | 12 grudnia 1978  | Partia Demokratyczna | 15                                                                                                 | Mianowany do dokończenia kadencji w 1978 Przegrał prawybory w 1978 Zrezygnował przed końcem kadencji, by wybrany następca mógł szybciej objąć urząd |
| Wakat | Wakat            | Wakat           | 12 grudnia 1978  | 15 grudnia 1978  |                      | 15                                                                                                 | |
| 10    | Max Baucus       |                 | 15 grudnia 1978  | 6 lutego 2014    | Partia Demokratyczna | 15                                                                                                 | Mianowany do dokończenia kadencji, będąc już wcześniej wybrany na pełną, 6-letnią kadencję                                                          |
| 10    | Max Baucus       | 16              | 15 grudnia 1978  | 6 lutego 2014    | Partia Demokratyczna | Wybrany w 1978                                                                                     | |
| 10    | Max Baucus       | 17              | 15 grudnia 1978  | 6 lutego 2014    | Partia Demokratyczna | Reelekcja w 1984                                                                                   | |
| 10    | Max Baucus       | 18              | 15 grudnia 1978  | 6 lutego 2014    | Partia Demokratyczna | Reelekcja w 1990                                                                                   | |
| 10    | Max Baucus       | 19              | 15 grudnia 1978  | 6 lutego 2014    | Partia Demokratyczna | Reelekcja w 1996                                                                                   | |
| 10    | Max Baucus       | 20              | 15 grudnia 1978  | 6 lutego 2014    | Partia Demokratyczna | Reelekcja w 2002                                                                                   | |
| 10    | Max Baucus       | 21              | 15 grudnia 1978  | 6 lutego 2014    | Partia Demokratyczna | Reelekcja w 2008 Zrezygnował w trakcie trwania kadencji, by objąć funkcję ambasadora USA w Chinach | |
| Wakat | Wakat            | Wakat           | 6 lutego 2014    | 9 lutego 2014    |                      | 21                                                                                                 | |
| 11    | John Walsh       |                 | 9 lutego 2014    | 3 stycznia 2015  | Partia Demokratyczna | 21                                                                                                 | Mianowany do dokończenia kadencji w 2014 Nie starał się o pełną, 6-letnią kadencję w wyborach w 2014                                                |
| 12    | Steve Daines     |                 | 3 stycznia 2015  | nadal            | Partia Republikańska | 22                                                                                                 | Wybrany w 2014 |
| 12    | Steve Daines     | 23              | 3 stycznia 2015  | nadal            | Partia Republikańska | Reelekcja w 2020                                                                                   | |